# Ali Akbar Ostad-Asadi
Ali Akbar Ostad-Asadi (n. Tabriz. Provincia de Azerbaiyán Oriental. Irán, 17 de septiembre de 1965) es un exfutbolista iraní, que jugaba de defensa y militó en diversos clubes de Irán.

## Selección nacional
Con la Selección de fútbol de Irán, disputó 33 partidos internacionales y no anotó goles. Incluso participó con la selección iraní, en una sola edición de la Copa Mundial. La única participación de Ostad-Asadi en un mundial, fue en la edición de Francia 1998. donde su selección quedó eliminado, en la primera fase de la cita de Francia.

### Participaciones en Copas del Mundo
| Mundial                        | Sede    | Resultado    |
| ------------------------------ | ------- | ------------ |
| Copa Mundial de Fútbol de 1998 | Francia | Primera Fase |

## Clubes
| Club         | País | Año         |
| ------------ | ---- | ----------- |
| Machine Sazi | Irán | 1987 - 1995 |
| Zob Ahan     | Irán | 1995 - 2003 |
| Machine Sazi | Irán | 2003 - 2006 |